# Archäologische Sammlung des Israel-Museums
Die Archäologische Sammlung des Israel-Museums ist eine der drei Teilsammlungen und der vier Abteilungen des Israel-Museums. Sie ist größtenteils im Samuel and Saidye Bronfman Archaeology Wing im Hauptgebäude des Museums in Jerusalem untergebracht. Die Sammlung besteht aus zwei großen Teilsammlungen, die ihrerseits wieder in kleinere Abteilungen unterteilt sind, aus drei thematischen Sondersammelgebieten sowie dem Schrein des Buches und dem Rockefeller Museum. Die Sammlung erfüllt damit die Rolle eines Archäologischen Nationalmuseums. Insbesondere für das Gebiet des heutigen Israels gehört das Museum zu den herausragenden Einrichtungen auf der Welt, aber auch für die Nachbarkulturen und -regionen ist es ein Museum von Weltrang. Aufgrund der vielen Kulturen, die diesen Raum bewohnten, beherrschten oder mit diesem anderweitig in Berührung kamen, ist die Sammlung von außerordentlicher kultureller Vielfalt.

## Geschichte und Struktur
Die Geschichte der Archäologischen Sammlung des Israel-Museums ist eng mit der Geschichte des Museums an sich verbunden. Die Stiftung erfolgte von den Kindern des kanadischen Unternehmers Samuel Bronfman aus Anlass von dessen 70. Geburtstag. Auch die Renovierung und Neustrukturierung wurde von Charles Bronfman und dessen Kindern finanziert.
Die Sammlung setzt sich aus zwei Teilen zusammen. Zum einen aus Dauerleihgaben der Antikenbehörde des Staates Israel, zu der vor allem Fundstücke aus den regulären Ausgrabungen gehören – diese Ausstellungsstücke stellen die weitaus größere Zahl der Exponate –, zum anderen aus Artefakten, die sich im Besitz des Museums befinden.